# Academicismo

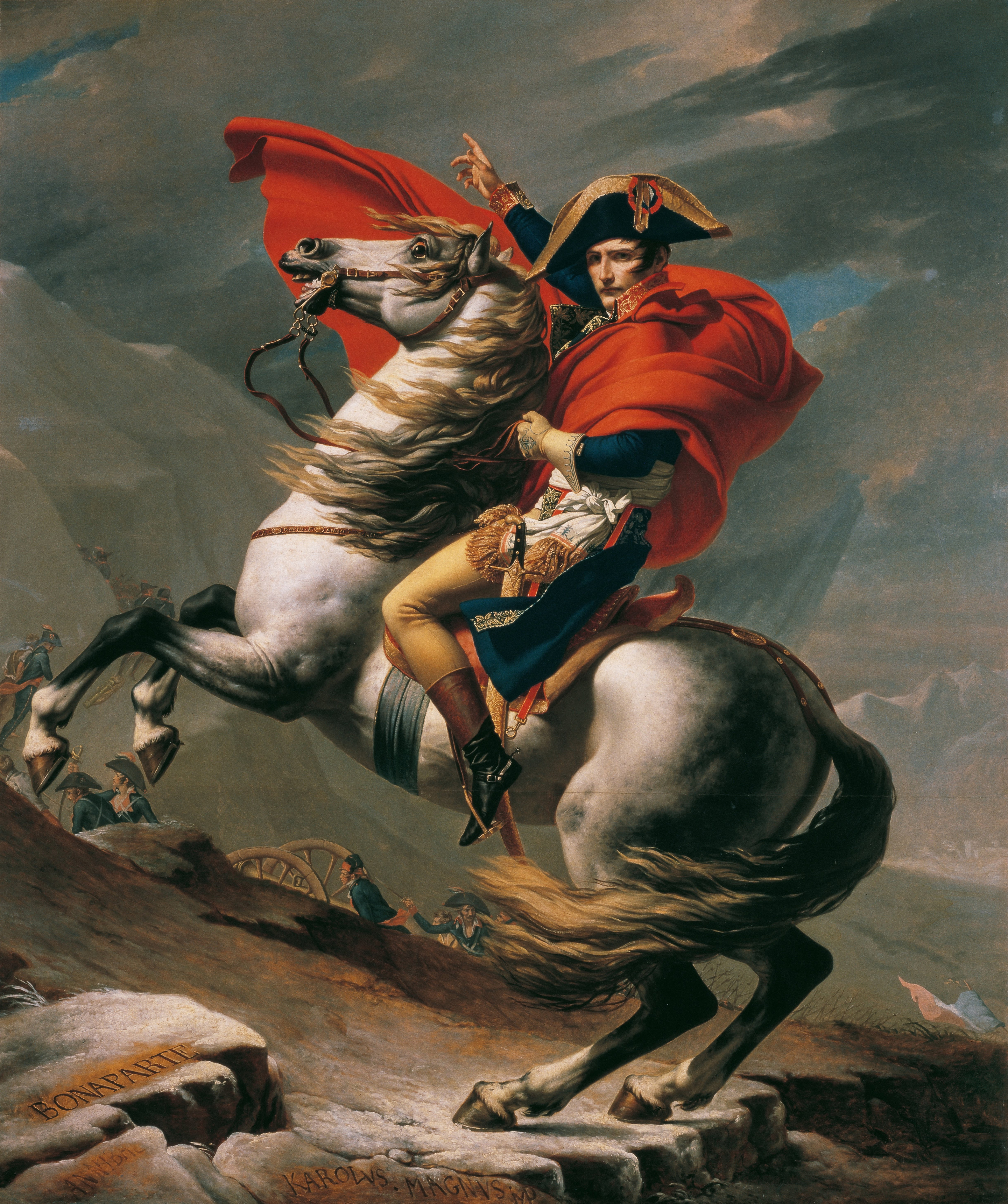
Napoleón, por Jacques-Louis David.

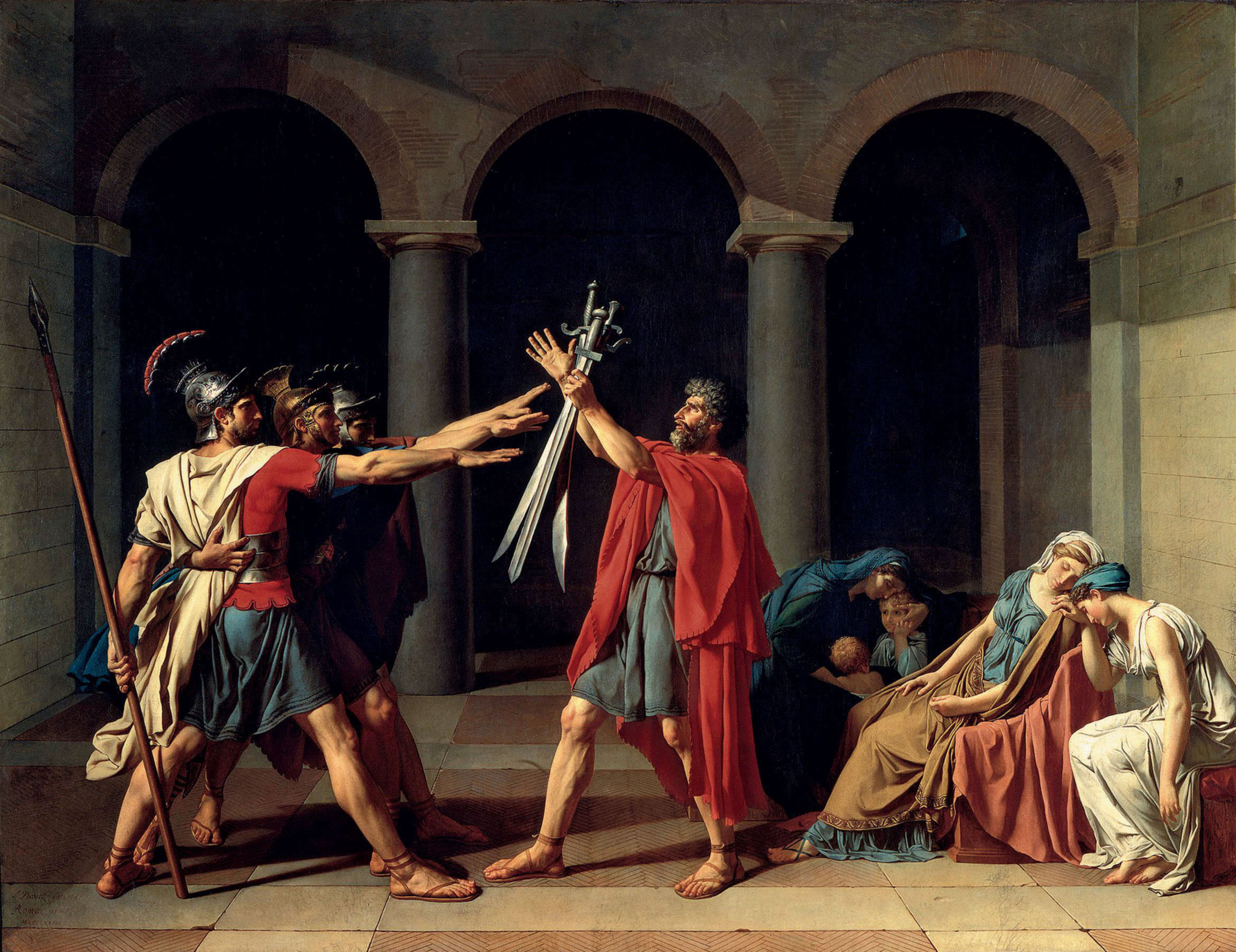
Juramento de los Horacios, de Jacques Louis David.

En Arte, se habla de una obra u obras académicas cuando en estas se observan unas normas consideradas «clásicas» establecidas, generalmente, por una Academia de Artes. Las obras académicas suelen hacer gala de una gran calidad técnica. El antiacademicismo suele ser, en cambio, signo de rebeldía y de renovación.
El academicismo es una corriente artística que se desarrolla principalmente en Francia a lo largo del siglo XIX, y que responde a las instrucciones de la Academia de Bellas Artes de París y al gusto medio burgués, como herencia del Clasicismo y resultado de una mediación entre las bases del neoclasicismo y el romanticismo. El academicismo huye, asimismo, del realismo naturalista, esto es, de los aspectos más desagradables de la realidad. 
Se utilizan los mismos patrones repetidamente, ya que no se busca una belleza ideal partiendo de las bellezas reales, como es propio del Clasicismo, que resulta ser un Idealismo con base en la realidad por su suma de experiencia. El Academicismo basa su estética en cánones establecidos y  en la didáctica de estos.
La Academia de Bellas Artes de París hizo dos referencias con diferentes significados:
1. Academicismo como tendencia artística: el arte académico es una corriente artística consecuencia del éxito e influencia de más teorías educativas y estéticas de la Academia de Bellas Artes de París durante el siglo XIX. Este modelo, fuertemente relacionado con el estilo Beaux Arts, fue imitado en multitud de academias de arte imponiéndose como modelo oficial en buena parte de Europa y América.
2. Academicismo como calificativo: también se denomina arte académico a aquel cuya creación es consecuencia directa de las doctrinas de una academia contemporánea al artista.
Las academias nacieron para suplantar el sistema corporativo y artesanal del gremio de artistas medieval, y tenían como presupuesto básico la idea de que el arte podía enseñarse a través de su sistematización en un cuerpo de teoría y práctica plenamente comunicable, minimizando la importancia de la creatividad como contribución enteramente original e individual. Valoraban más bien la emulación de maestros consagrados, venerando la tradición clásica, y adoptaban conceptos formulados colectivamente que tenían, además de un carácter estético, también un origen y una finalidad éticos. Las academias fueron importantes para elevar el estatus profesional de los artistas, alejándolos de los artesanos y acercándolos a los intelectuales. También desempeñaron un papel fundamental en la organización de todo el sistema artístico mientras funcionaron, pues además de la enseñanza monopolizaron la ideología cultural, el gusto, la crítica, el mercado y las formas de exhibir y difundir la producción artística, y estimularon la formación de colecciones didácticas que con el tiempo se convirtieron en el origen de muchos museos de arte. Esta vasta influencia se debió principalmente a su estrecha asociación con el poder constituido de los Estados, siendo por regla general vehículos de difusión y consagración de ideales no sólo artísticos, sino también políticos y sociales. Por ello, desde sus inicios por parte de grupos de artistas que se mantuvieron al margen de los reducidos círculos académicos, estuvieron rodeados de protestas y controversias sobre lo que sería un arte oficial, y sus normativas restrictivas y universalistas son consideradas un reflejo del absolutismo.

## Desarrollo del estilo académico
Desde el inicio del debate Poussiniste-Rubeniste, muchos artistas trabajaron entre los dos estilos. En el siglo XIX, con la reactivación del debate, la atención y los objetivos del mundo del arte pasaron a ser sintetizar la línea del Neoclasicismo con el color del Romanticismo. Los críticos reivindicaron la síntesis de un artista tras otro, entre ellos Théodore Chassériau, Ary Scheffer, Francesco Hayez, Alexandre-Gabriel Decamps y Thomas Couture. William-Adolphe Bouguereau, un artista académico posterior, comentó que el truco para ser un buen pintor es ver "el color y la línea como la misma cosa".
Thomas Couture promovió la misma idea en un libro de su autoría sobre el método artístico, argumentando que siempre que se decía que un cuadro tenía mejor color o mejor línea era una tontería, porque siempre que el color aparecía brillante dependía de la línea para transmitirlo, y viceversa; y que el color era en realidad una forma de hablar del "valor" de la forma.
Otra evolución de este periodo fue la adopción de estilos históricos para mostrar la época de la historia que representaba el cuadro, lo que se denominó historicismo. La mejor muestra de ello es la obra del barón Jan August Hendrik Leys, que influyó posteriormente en James Tissot. También se observa en el desarrollo del estilo Neo-Grec. También se entiende por historicismo la creencia y la práctica asociadas al arte académico de que se deben incorporar y conciliar las innovaciones de las distintas tradiciones artísticas del pasado.
En el mundo del arte también se prestó cada vez más atención a la alegoría en el arte. Las teorías sobre la importancia de la línea y el color afirmaban que a través de estos elementos un artista ejerce control sobre el medio para crear efectos psicológicos, en los que se pueden representar temas, emociones e ideas. A medida que los artistas intentaban sintetizar estas teorías en la práctica, se acentuaba la atención sobre la obra de arte como vehículo alegórico o figurativo. Se sostenía que las representaciones en pintura y escultura debían evocar formas platónicas, o ideales, donde tras las representaciones ordinarias se vislumbrara algo abstracto, alguna verdad eterna. De ahí la famosa musitación de Keats' "La belleza es verdad, la verdad belleza". Se deseaba que los cuadros fueran una "idée", una idea plena y completa. Se sabe que Bouguereau dijo que no pintaría "una guerra", sino que pintaría "la guerra". Muchos cuadros de artistas académicos son simples alegorías de la naturaleza con títulos como Amanecer, Atardecer, Ver y Saborear, en los que estas ideas están personificadas por una sola figura desnuda, compuesta de tal manera que pone de manifiesto la esencia de la idea.
La tendencia artística se orienta también hacia un mayor idealismo, contrario al realismo, en el sentido de que las figuras representadas se hacen más simples y abstractas -idealizadas- para poder representar los ideales que representan. Se trataba de generalizar las formas de la naturaleza y subordinarlas a la unidad y el tema de la obra.
Dado que la historia y la mitología se consideraban juegos o dialécticas de ideas, un terreno fértil para importantes alegorías, utilizar temas de estas materias se consideraba la forma más seria de pintar. Se valoraba una jerarquía de géneros, creada originalmente en el siglo XVII, en la que la pintura de historia-temas clásicos, religiosos, mitológicos, literarios y alegóricos- se situaba en la cima, a continuación las pintura de género, después el retrato, la naturaleza muerta y el paisaje. La pintura de historia también se conocía como "género grande". Las pinturas de Hans Makart son a menudo dramas históricos más grandes que la vida, y combinó esto con un historicismo en la decoración para dominar el estilo de la cultura vienesa del siglo XIX. Paul Delaroche es un ejemplo tipificador de la pintura histórica francesa.
Todas estas tendencias se vieron influidas por las teorías del filósofo Hegel, quien sostenía que la historia era una dialéctica de ideas contrapuestas, que finalmente se resolvían en síntesis.
Hacia finales del siglo XIX, el arte académico había saturado la sociedad europea. Se celebraban exposiciones con frecuencia, siendo la más popular el Salón de París y, a partir de 1903, el Salón de Otoño. Estos salones eran acontecimientos a gran escala que atraían a multitudes de visitantes, tanto nativos como extranjeros. Se trataba tanto de un acontecimiento social como artístico: 50.000 personas podían visitarlo un solo domingo, y hasta 500.000 podían ver la exposición durante sus dos meses de duración. Se exponían miles de cuadros, colgados desde debajo del nivel de los ojos hasta el techo, de una manera que ahora se conoce como "estilo de salón". El éxito de una exposición en el Salón era un sello de aprobación para un artista, ya que permitía vender su obra a un número cada vez mayor de coleccionistas privados. Bouguereau, Alexandre Cabanel y Jean-Léon Gérôme fueron figuras destacadas de este mundo del arte.
Durante el reinado del arte académico, las pinturas de la época Rococó, que anteriormente gozaban de poca popularidad, volvieron a ser populares, y temas utilizados a menudo en el arte rococó como Eros y Psique volvieron a ser populares. El mundo del arte académico también admiraba a Raphael, por el idealidad de su obra, prefiriéndolo de hecho a Miguel Ángel.
El arte académico en Polonia floreció bajo Jan Matejko, que estableció la Academia de Bellas Artes de Cracovia. Muchas de estas obras pueden verse en la Galería de Arte Polaco del Siglo XIX en Sukiennice de Cracovia.
El arte académico no sólo tuvo influencia en Europa Occidental y Estados Unidos, sino que también la extendió a otros países. El entorno artístico de Grecia, por ejemplo, estuvo dominado por las técnicas de las academias occidentales a partir del siglo XVII: esto se hizo evidente primero en las actividades de la Escuela Jónica, y más tarde se acentuó especialmente con los albores del Escuela de Múnich. Lo mismo ocurrió con las naciones de América Latina, que, debido a que sus revoluciones seguían el modelo de la Revolución Francesa, trataron de emular la cultura francesa. Un ejemplo de artista académico latinoamericano es Ángel Zárraga de México.

## Formación académica

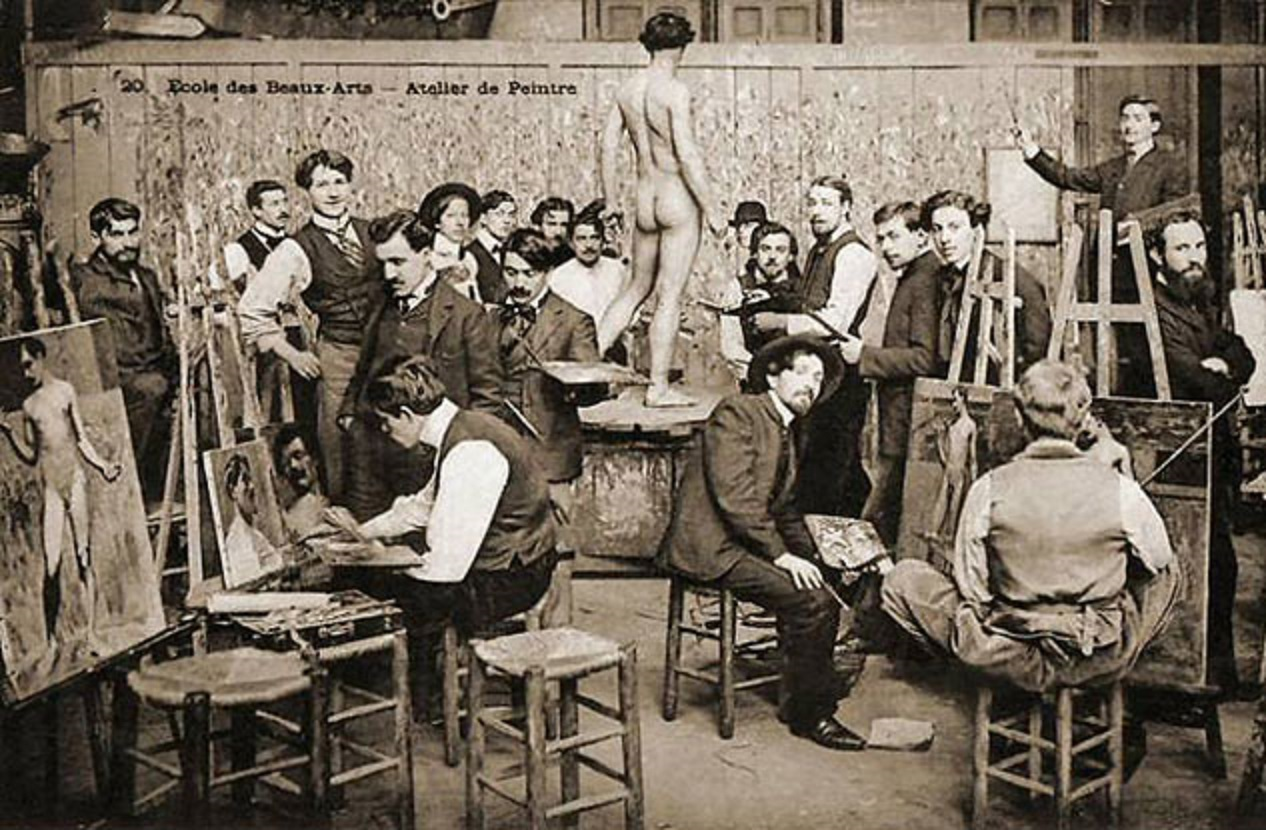
Estudiantes pintando "del vivo" en la École. Fotografiado a finales de 1800.

Los jóvenes artistas pasaban cuatro años en rigurosa formación. En Francia, sólo los estudiantes que aprobaban un examen y llevaban una carta de recomendación de un célebre profesor de arte eran aceptados en la escuela de la academia, la École des Beaux-Arts. Los dibujos y pinturas de desnudos, llamados "académies", eran los elementos básicos del arte académico y el procedimiento para aprender a hacerlos estaba claramente definido. En primer lugar, los estudiantes copiaban grabados de esculturas clásicas, familiarizándose con los principios del contorno, la luz y la sombra. La copia se consideraba crucial para la formación académica; copiando obras de artistas del pasado se asimilaban sus métodos de creación artística. Para avanzar al siguiente paso, y a cada uno de los sucesivos, los estudiantes presentaban dibujos para su evaluación.

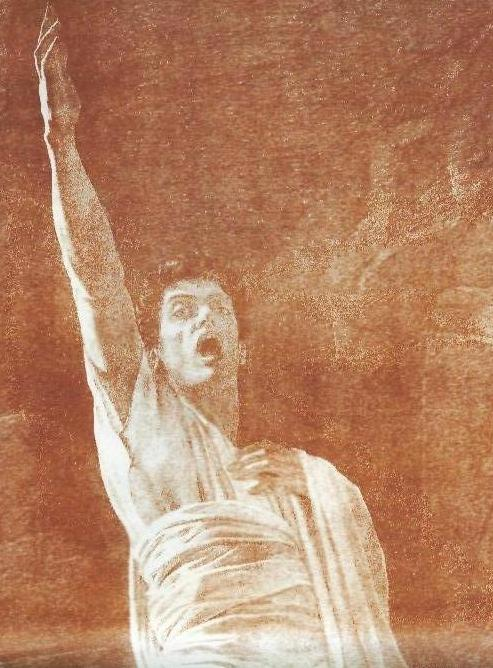
Demóstenes en la orilla del mar, dibujo premiado por la Real Academia, 1888.

Si lo aprobaban, dibujaban a partir de moldes de escayola de famosas esculturas clásicas. Sólo después de adquirir estas habilidades se permitía a los artistas entrar en las clases en las que posaba un modelo vivo. La pintura no se enseñó en la École des Beaux-Arts hasta después de 1863. Para aprender a pintar con pincel, el alumno debía demostrar primero su dominio del dibujo, que se consideraba la base de la pintura académica. Sólo entonces podía incorporarse al estudio de un académico y aprender a pintar. A lo largo de todo el proceso, los concursos con un tema predeterminado y un periodo de tiempo concreto medían el progreso de cada estudiante.
El concurso de arte para estudiantes más famoso era el Prix de Rome. El ganador del Prix de Rome obtenía una beca para estudiar en la escuela de la Villa Médici de Roma durante un máximo de cinco años. Para concursar, el artista debía ser de nacionalidad francesa, varón, menor de 30 años y soltero. Debía cumplir los requisitos de acceso de la École y contar con el apoyo de un profesor de arte de renombre. El concurso era agotador, con varias etapas antes de la final, en la que 10 concursantes se recluían en estudios durante 72 días para pintar sus cuadros de historia definitivos. El ganador tenía asegurada una exitosa carrera profesional.
Como ya se ha dicho, exponer con éxito en el Salón era un sello de aprobación para un artista. Los artistas solicitaban al comité encargado de colgar los cuadros una colocación óptima "en la línea", es decir, a la altura de los ojos. Una vez inaugurada la exposición, los artistas se quejaban de que sus obras estuvieran demasiado altas. El último logro del artista profesional era ser elegido miembro de la Académie française y tener derecho a ser conocido como académico.

## Artistas ligados al Academicismo

### Alemania
- Anselm Feuerbach, pintor
- Carl Theodor von Piloty, pintor
- Franz von Lenbach, pintor
- Wilhelm von Kaulbach, pintor

### Austria
- Hans Canon, pintor
- Hans Makart, pintor
- Vkook Tilgner, escultor

### Bélgica
- Alfred Stevens, pintor
- Georges Croegaert, pintor
- Jan August Hendrik Leys, pintor

### Brasil
- Pedro Américo, pintor
- Rodolfo Amoedo, pintor
- Rodolpho Bernardelli, escultor
- Victor Meirelles, pintor

### Canadá
- Cornelius Krieghoff, pintor
- Suzor-Coté, pintor
- Paul Kane, pintor
- Paul Peel, pintor
- Robert Harris, pintor
- William Brymner, pintor

### República Checa
- Václav Brožík, pintor
- Vojtěch Hynais, pintor

### Colombia
- Epifanio Garay, pintor

### España
- Federico de Madrazo y Kuntz, pintor
- Mariano Fortuny, pintor
- Rafael Tejeo, pintor

### Francia
- Albert-Ernest Carrier-Belleuse, pintor y escultor
- Alexandre Cabanel, pintor
- Alexandre Falguière, escultor
- Alexandre-Gabriel Decamps, pintor
- Alfred Agache, pintor
- Antonin Mercié, escultor
- Auguste Toulmouche, pintor
- Charles Edward Boutibonne,
- Charles Joshua Chaplin, pintor
- Delphin Enjolras, pintor
- Édouard Joseph Dantan, pintor
- Emile Munier, pintor
- Georges Paul Leroux, pintor, ilustrador
- Georges Rochegrosse, pintor
- Guillaume Seignac, pintor
- Jacques-Louis David, pintor
- Jean-Jacques Henner, pintor
- Jean-Léon Gérôme, pintor y escultor
- Jean-Paul Laurens, pintor y escultor
- Jules Joseph Lefebvre, pintor
- Léon Bazile Perrault, pintor
- Léon Bonnat, pintor
- Louis-Ernest Barrias, escultor
- Pierre Méjanel, pintor y ilustrador
- Marius Jean Antonin Mercie, pintor
- Mathurin Moreau, escultor
- Paul Baudry, pintor
- Paul Delaroche, pintor
- Paul Jamin, pintor
- Pierre Auguste Cot, pintor
- Thomas Couture, pintor
- William-Adolphe Bouguereau, pintor

### Holanda
- Ary Scheffer, pintor

### Hungría
- Gyula Benczúr, pintor
- Károly Lotz, pintor

### India
- Hemendranath Majumdar, pintor
- Raja Ravi Varma, pintor

### Italia
- Domenico Morelli, pintor
- Eugene de Blaas, pintor
- Francesco Hayez, pintor

### Polonia
- Henryk Siemiradzki, pintor

### Perú
- Albert Lynch, pintor
- Carlos Baca-Flor, pintor
- Daniel Hernández Morillo, pintor
- Federico del Campo, pintor
- Federico Torrico, pintor
- Francisco Laso, pintor
- Francisco Masías, pintor
- Ignacio Merino, pintor
- Juan Lepiani, pintor
- Luis Montero, pintor
- Teófilo Castillo Guas, pintor

### Reino Unido
- Albert Joseph Moore, pintor
- Alfred Stevens, escultor
- Edward Poynter, pintor
- Frederic Leighton, 1st Baron Leighton, pintor y escultor
- George Frederick Watts, pintor
- Lawrence Alma-Tadema, pintor
- Sir Alfred Gilbert, escultor

### Rusia
- Aleksandr Ivánov, pintor
- Carl Timoleon von Neff, pintor
- Fyodor Bruni, pintor
- Karl Briulov, pintor
- Konstantín Makovski, pintor

### Suiza
- Charles Gleyre, pintor
- Fritz Zuber-Buhler, pintor

### Uruguay
- Juan Manuel Blanes, pintor

### Venezuela
- Antonio Herrera Toro, pintor
- Arturo Michelena, pintor
- Cristóbal Rojas, pintor
- Martín Tovar y Tovar, pintor